# Hierta
Hierta (Hjerta, Järta) är en svensk uradlig ätt. Några av släktens kändaste medlemmar är politikern Hans Järta, som avsade sig adelskapet 1800 och sedan medverkade vid författandet av 1809 års regeringsform, och Lars Johan Hierta, som 1830 grundade Aftonbladet. 
Bengt Larsson (död 1606) är stamfader för den introducerade adliga ätten Hierta. Han omnämns 1579 som löjtnant vid Göran Prytz adelsfana vid Västgöta regemente.
Hiertasläkten är besläktad genom ingifte med bland annat de uradliga ätterna Kafle och Grijs. Bengt Larsson Hiertas söner förde en tid via sin moder Grijsättens vapen med den femuddiga stjärnan.
De nu levande svenska ättlingarna härstammar från ryttmästaren vid Västgöta kavalleriregemente Lars Bengtsson Hierta (död 1642), son till Bengt Larsson (död 1606) och fortlever på så vis i Sverige.
Familjen Hiertas vapen är tre hjärtan genomborrade av en pil.

## Historik
Modernare forskning har reviderat ättens härstamning om ursprung gällande Norge, och den syns snarast ha tillhört en frälsesläkt i Västergötland. Enligt tradition ska ätten uppgives härstamma från Norge, där den skall ha varit bosatt i närheten av Trondhiem, varifrån den över Danmark inkommit till Halland och Sverige.
Som äldsta kända medlemmar anges numera Bengt Larsson (levde 1602 men var död 1606) till Halla i Jungs socken i Skaraborgs län, och dennes broder Jöns Larsson (död 1609) till Korpegården i Vedums socken i Skaraborgs län, på vilkens gravsten i Järpås kyrka i Skaraborgs län ättens vapen kan ses.

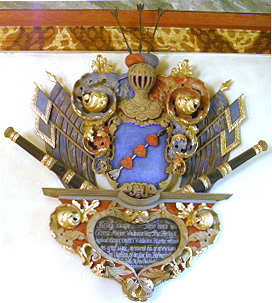
Per Hiertas begravningsvapen i Vedums kyrka.

Vid tolkning i enighet med tradition ska äldste medlem vara den halländske väpnaren och domaren Lars Ragvaldsson (född runt 1490) som återfinns i Halland kring  runt mitten av 1500-talet som på den tiden kontrollerades av Danmark. Troligen ingift i den svenska ätten Kafle. Lars Ragvaldsson var ägare till Ölmanäs i Ölmevalla. Enligt en källa från 1700-talet skulle då Bengt Larsson Hiertas far vara denna domaren i Fjäre härad Lars Ragvaldsson. 
Ovannämnde stamfader Bengt Larsson ägde även Tubbetorp i Österbitterna socken i Skaraborgs län, och omnämnes 1579 som löjtnant vid Göran Prytz fana vid Västgöta regemente. Han blev sedermera ryttmästare och var häradshövding i Kåkinds härad 1594–1602.
Bengt Larsson Hiertas söner använde en tid moderns namn och vapen från ätten Grijs, svensk uradlig ätt nummer 192. Den introducerades på svenska Riddarhuset 1627 med nummer 121 och namnet Hierta efter faderns vapensköld.
En av dessa söner var Lars Bengtsson Hierta († 1642). Från två av dennes söner Per Hierta (1613–1693) och Måns Hierta (1623–1701) härstammar den äldre respektive den yngre grenen av ätten.
De sista levande ättlingarna till den uradliga delen i Sverige härstammar från ryttmästaren vid Västgöta kavalleriregemente Lars Bengtsson Hierta (död 1642).
Hiertasläkten har två friherrliga utgreningar ur den uradliga delen (uradel, nr 121). Den första grenen för översten och chefen för Västgöta kavalleriregemente sedermera generalmajoren Lars Hierta (1718–1778), jämte yngre brodern översten och chefen för Dalregementet sedermera generalen en chef Carl Hierta (1719–1793), upphöjdes i friherrlig värdighet 1771 12/2 på Stockholms Slott av Konung Adolf Fredrik. Sköldebrevet utfärdades först 1771 15/10 i Stockholm av Konung Gustav III, och introducerades 1772 1/9 under nr 250. men har inga kända ättlingar kvar idag. Hans Järta tillhörde denna gren.
Den andra grenen för generalmajoren, 1:e adjutanten och sekundchefen för Livregementets dragonkår sedermera generallöjtnanten och generalbefälhavaren i 3:e militärdistriktet, Gustaf Adolf Hjerta (1781–1847), upphöjdes i friherrlig värdighet jämlikt 37 § 1809 års regeringsform, innebärande att endast huvudmannen innehar friherrlig värdighet, 1832 11/2 på Stockholms slott av konung Karl XIV Johan. Han introducerades 19 januari 1833 under nr 381.
I översikten nedan har medtagits dels de personer som fått egna artiklar i Wikipedia dels några personer som knyter samman släktträdets olika mindre grenar. Svenskt biografiskt lexikon har upplysningar om ytterligare ett antal medlemmar av ätten.

## Personer med efternamnet Hierta eller med varianter av detta namn
- Anna Hierta-Retzius (1841–1924), feminist
- Carl Hierta (1719–1793), general och politiker
- Carl Gustaf Hierta (1818–1893), politiker
- Carl Thomas Järta (1802–1841), professor skytteanus
- Fredrik Hierta (1815–1889), politiker
- Gustaf Adolph Hierta (1781–1847), general, friherre 1832
- Göran Gustaf Hierta (1750–1817), militär
- Hans Järta (1774–1847), politiker, ämbetsman och författare, avsade sig adelskapet
- Johan Adam Hierta (1749–1816), landshövding
- Johan Gustaf Hjerta (1791–1859), politiker
- Lars Hierta, flera personer
  - Lars Hierta (1648–1711), generalmajor
  - Lars Hierta (1762–1835), landshövding
  - Lars Johan Hierta (1801–1872), tidningsman, bokförläggare och politiker
- Per Hierta (1613–1693), general
- Per Hierta (boksamlare) (1864-1924)

## Släktträd (urval)

### Äldre grenen
- Per Hierta (1613–1693), general
  - Lars Hierta (1648–1711), generalmajor
    - Lars Hierta (1688–1732)
      - Lars Hierta (1718–1778), general
      - Carl Hierta (1719–1793), general och politiker
        - Lars Hierta (1762–1835), landshövding
        - Hans Järta (1774–1847), politiker, ämbetsman och författare. Avsade sig adelskapet.
          - Carl Thomas Järta (1802–1841), professor skytteanus

    - Per Philip Hierta (1698–1784)
      - Johan Adam Hierta (1749–1816), landshövding

    - Carl Hierta (1702–1766)
      - Lars Philip Hierta (1747–1791)
        - Gustaf Adolph Hierta (1781–1847), general, friherre 1832
          - Fredrik Hierta (1815–1889), politiker
          - Carl Gustaf Hierta (1818–1893), politiker
          - Per Alfred Hierta (1829-1868), lantbrukare
            - Per Hierta (1864-1924), boksamlare
              - Hans Hierta (1895–1942), civilingenjör, USA

### Yngre grenen
- Måns Hierta (1623–1701), ryttmästare. Han var farfars farfar till sysslingarna
  -     -       -         - Johan Gustaf Hjerta (1791–1859), politiker. Dennes syssling var
        - Lars Johan Hierta (1801–1872), tidningsman, bokförläggare och politiker
          - Anna Hierta-Retzius (1841–1924), feminist